# Edme-Adolphe Fontaine
Pour les articles homonymes, voir Fontaine.
Edme-Adolphe Fontaine, né le 8 mai 1814 à Noisy-le-Grand (Seine-Saint-Denis) et mort le 3 juin 1883 à Versailles, était un peintre d'histoire et portraitiste français.

## Biographie
Après avoir fait l'apprentissage de son art dans l'atelier de Léon Cogniet, il est admis à l'École des beaux-arts le 7 avril 1838. Il expose régulièrement au Salon de peinture de Paris de 1845 à 1878, et y obtient une médaille de 3e classe au Salon de 1852.
À la fois portraitiste et peintre d'histoire spécialiste des scènes militaires, Fontaine manie avec application un pinceau conventionnel et soigné fidèle aux préceptes de la peinture académique.
Il bénéficie de commandes officielles et occupe les fonctions de professeur de dessin à l'École spéciale militaire de Saint-Cyr. Il est nommé chevalier de la Légion d'honneur en 1870.

## Œuvres répertoriées
- Le site Joconde répertorie 112 œuvres de l'artiste existant dans les collections publiques françaises. L'immense majorité d'entre elles constitue une vaste collection de portraits qui fait la richesse du Musée Lambinet à Versailles.
- Un Portrait du Maréchal Masséna et L'Attaque de la redoute de Selinghinsk par la brigade Monet, siège de Sébastopol, nuit du 23 au 24 février 1855, appartiennent au Musée de l'Histoire de France (Versailles).
- Orléans, musée des Beaux-Arts:  La Garde nationale de Paris part pour l'armée, septembre 1792. Étude d'après Léon Cogniet, vers 1840, huile sur toile, 38 x 46 cm[2] .

## Sources
- Dossier de Légion d'honneur d'Edme-Adolphe Fontaine.
- Émile Bellier de La Chavignerie et Louis Auvray, Dictionnaire général des artistes de l'école française depuis l'origine des arts du dessin jusqu'à nos jours, Paris, Librairie Renouard, 1883, tome 1, p. 561.